# Operon
Operon je funkcionalno področje DNK pri bakterijah, ki vključuje več strukturnih genov, ki so hkrati regulirani. Strukturni geni določenega operona zapisujejo informacije za sintezo proteinov, ki so vključeni v isto metabolno pot. Poleg strukturnih genov vsebuje operon še vezavno mesto za represor (to področje se imenuje operator), vezavno mesto za aktivator ter promotorsko regijo, na kateri se nahaja iniciacijsko mesto za vezavo RNK-polimeraze in ustreznih regulatornih molekul. Koncept operona sta prvič opisala François Jacob in Jacques Monod leta 1961. Preučevala sta laktozni operon pri bakteriji E. coli ter za delo na tem področju leta 1965 prejela Nobelovo nagrado za medicino.
Operon vsebuje enega ali več strukturnih genov, ki se v procesu prepisovanja prepiše v eno policistronsko mRNK: ena molekula sporočilne RNK nosi informacijo za sintezo več beljakovin. Navzgor od strukturnih genov leži promotorska regija, kamor se veže RNK-polimeraza in s tem se začne proces prepisovanja. V bližini promotorske regije sta vezišči za aktivatorje in represorje. Aktivatorji so signalne molekule, ki ob vezavi na vezišče pospešijo prepisovanje, vezava represorja na operator pa prepisovanje zavre ali blokira.